# Nicht im Geleise

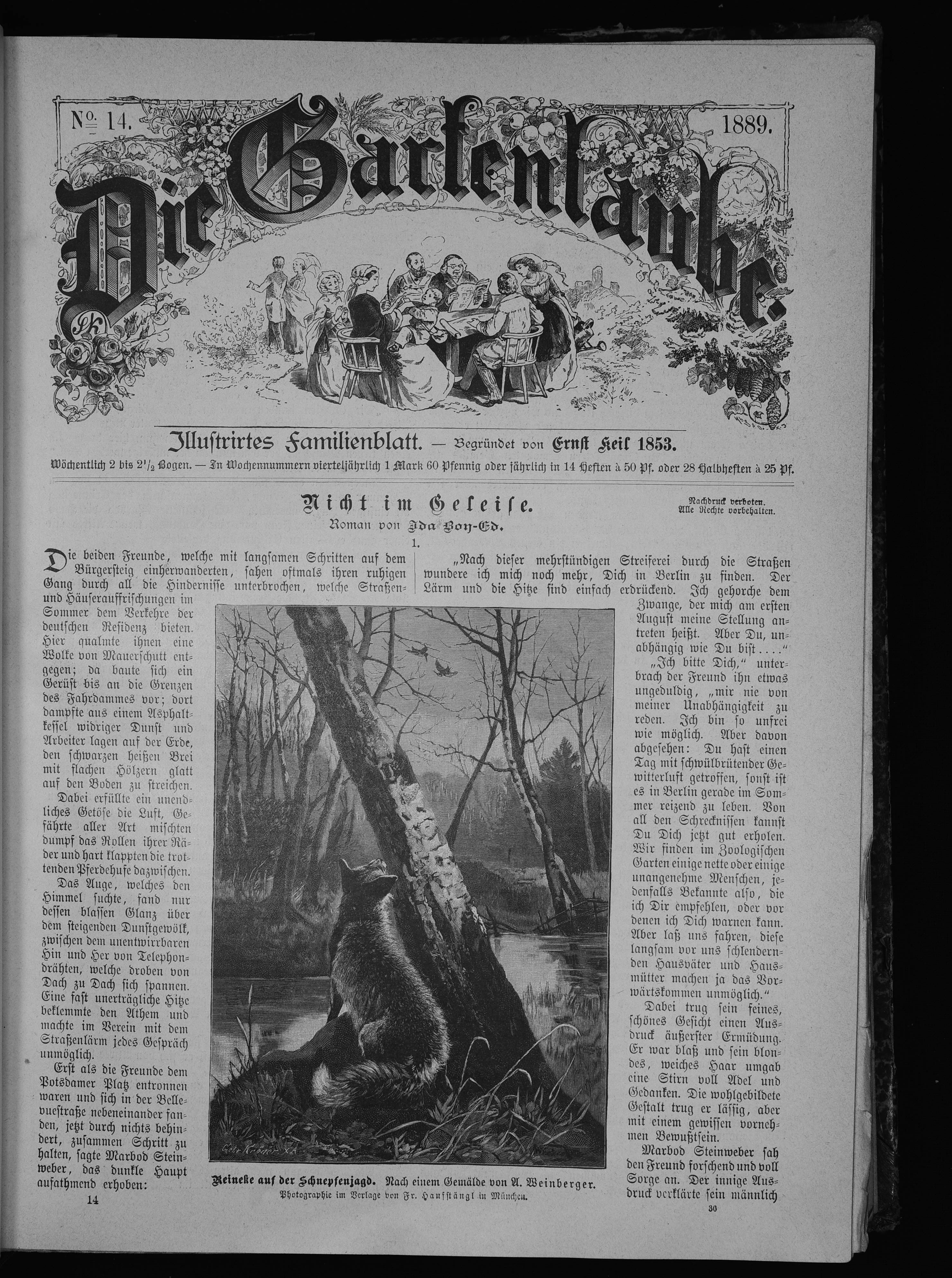
Die erste Seite des Romans in der „Gartenlaube“

Nicht im Geleise ist ein Roman (Liebesroman, Gesellschaftsroman), den Ida Boy-Ed 1889 in der Familienwochenzeitschrift Die Gartenlaube veröffentlicht hat (Nummern 14–29). Die Buchveröffentlichung folgte 1890 im Leipziger Verlag Carl Reissner.
Der Roman erzählt die Geschichte des jungen Adligen Alfred von Haumond, der – weil die Beziehung zu seiner eigentlichen Geliebten schwierig ist – eine Frau heiratet, von der sich dann herausstellt, dass sie seine Halbschwester ist.

## Handlung
Kapitel 1. Ort der Handlung ist zunächst Berlin, die Zeit die Gegenwart der Autorin, also die 1890er Jahre. Alfred von Haumond, ein finanziell unabhängiger junger Adliger, ist im Leben recht ziellos. Zwar hat er eine gewisse Neigung zur Schriftstellerei, lebt die aber nicht aus. In eine bei Baden-Baden, am Rande des Schwarzwaldes gelegene ererbte Villa mag er nicht einziehen, weil er ein temperamentvoller, geselliger Mensch ist, die Villa aber still und einsam liegt.
In Berlin trifft Alfred zwei Verbindungsbrüder wieder. Der erste, Dr. Marbod Steinweber, ein introvertierter Jurist und nebenberuflicher Schriftsteller, ist nach langem Auslandsaufenthalt gerade erst nach Deutschland zurückgekehrt. Marbod und Alfred sind wahre Freunde. Der zweite Mitstudent ist der spießbürgerliche, oberflächliche und durch und durch uninteressante Finanzbeamte Ludolf Ravenswann. Ludolf ist als einziger von den drei Kameraden bereits verheiratet. Seine Frau Marie, genannt Mietze, kommt ihrem Mann an Oberflächlichkeit gleich, ist obendrein aber auch noch gelangweilt, übermäßig an den Privatangelegenheiten anderer interessiert, und klatschsüchtig. Alfred erregt sogleich ihr Interesse, nicht nur weil er attraktiv ist, sondern auch, weil er, wie geraunt wird, eine nicht ganz tadellose Beziehung zur Baronin Gerda Offingen haben soll.
Gerda Offingen ist eine junge Witwe, die mit ihrem sechsjährigen Sohn Alexander, genannt Sascha, zusammenlebt. Eine ebenfalls zum Haushalt gehörige hypochondrische alte Tante wirkt als Anstandsdame. Dass Gerda nicht ganz comme il faut ist und von Leuten wie den Ravenswanns geschnitten wird, liegt daran, dass sie ein lebhaftes Temperament besitzt, als „emanzipierte Frau“ gilt, geistig unabhängig ist und einen Salon führt, in dem Personen wie der jüdische Intellektuelle Dr. Moritz Bendel, der Schriftsteller Prasch, die Opernsängerin Mara und der Musikschuldirektor Bamberg verkehren.
Gerda und Alfred lieben einander tatsächlich. Allerdings ist ihre Beziehung aufgrund der intensiven Temperamente beider so schwierig, dass dieses Verhältnis bisher in der Schwebe war. Erst am Tage, an dem die Romanhandlung einsetzt, kommt es zu einer Verlobung. Alfred hatte Gerda per Rohrpost um ihre Hand gebeten, und sie hatte ihm als Überbringerin ihres Jaworts ihr Kind gesandt, das von Alfred glühend geliebt wird und das ihn bereits „Papa“ nennt.
Kapitel 2. Alfred wird ein Brief zugestellt, den schon vor längerer Zeit sein inzwischen verstorbener Vater geschrieben hatte. Der Vater gesteht dem Sohn darin, dass er eine außereheliche Beziehung zu einer Josephe Thomas hatte, die zu diesem Zeitpunkt ebenfalls verheiratet war, nun aber Witwe ist. Der Vater bittet Alfred, Josephes Tochter zu unterstützen. Alfred ist begriffsstutzig und glaubt, der Vater habe bereut, seine Liebe zu Josephe nicht leben zu können, und habe Alfred die Tochter der vergeblich Geliebten als Braut zuführen wollen, damit die Sache gewissermaßen gleichzeitig „in der Familie bleibt“ und ein glückliches Ende findet.
Kapitel 3–4. Während Alfred seinem aufsässigen und despektierlichen Diener Fritz jede Dreistigkeit nachsieht, ist er bei Gerda überempfindlich. Umgekehrt fehlt es auch Gerda Alfred gegenüber an Empathie: „die feinen Regungen in seinem Seelenleben“ entgehen ihr vollständig. Infolgedessen kommt es zwischen den beiden „vulkanischen Naturen“ schon gleich nach der Verlobung wieder zum Streit, dem allerdings bald wieder eine Versöhnung folgt. Gerda redet dem unentschlossenen Alfred zu, Josephe, dem letzten Wunsch seines Vaters entsprechend, an ihrem Wohnort im Schwarzwald, nahe der Villa, aufzusuchen, und begleitet ihn auch auf der Reise. Alfred trifft Josephe nicht mehr lebend an, sie ist gerade verstorben, Germaine, ihre Tochter, trägt Trauer. Alfred erfährt, dass sein Vater auch ihr Pate war. Obwohl er Germaine zuvor noch nie begegnet ist, erscheint sie ihm seltsam vertraut.
Kapitel 5–8. Gerda beginnt, sich und dem Verlobten in der von Alfred geschmähten Villa ein behagliches Nest einzurichten. Sie möchte mit Alfred nach der Heirat hier leben. Auch drängt sie ihn, sich eine Lebensaufgabe zu suchen: entweder einen Gutshof zu bewirtschaften oder sich der Schriftstellerei zu widmen. Als Alfred beides ablehnt und erklärt, seine einzige Aufgabe sehe er darin, Gerda ein guter Ehemann und ihrem Kind ein Vater zu werden, kommt es erneut zum Streit; Gerda nimmt ihr Eheversprechen zurück.
Alfred reist nach Baden-Baden ab, wo er in einer Übersetzung von Spencers Principles of Psychology vorläufige innere Befriedigung findet. Er verkauft die Villa; erst nach Abschluss des Vertrages erfährt er, dass Gerda die Käuferin ist. Um unter seine Liebe einen Schlussstrich zu ziehen und auch ein späteres Wiederaufleben der schmerzhaften Beziehung endgültig zu verunmöglichen, heiratet er Germaine – standesamtlich zunächst nur – und reist mit ihr nach Berlin ab.
Kapitel 9–11. Gerda hatte, was Alfred nicht weiß, die Trennung gleich wieder bereut. Noch vor Alfreds Heirat hatte sie darum geduldet und gebilligt, dass Sascha, ihr kleiner Sohn, Alfred in Baden-Baden aufsucht und ihm einen Brief übergibt, in dem das Kind seinen Wunsch ausdrückt, den geliebten „Papa“ bald wiederzusehen. Durch die Saumseligkeit von Alfreds Diener Fritz erreicht der Brief seinen Empfänger nicht. Gerda, die später annehmen wird, Alfred habe Saschas Brief nur aus Kaltherzigkeit nicht beantwortet, entdeckt dann, dass Alfred für sich und Germaine das standesamtliche Aufgebot bestellt hat.
Josephe Thomas hatte ihrer Tochter einen letzten Wunsch hinterlassen: Gemeinsam mit Alfred solle sie die Briefe lesen, die Alfreds Vater ihr, seiner Geliebten Josephe, geschrieben hatte. Germaine und Alfred erfahren auf diese Weise, dass sie Halbgeschwister sind. Um ihre verstorbenen Eltern nicht postum noch zu kompromittieren, beschließen sie, die Sache nicht aktenkundig zu machen, sondern auf die geplante kirchliche Trauung zu verzichten und sich unter einem Vorwand so bald wie möglich scheiden zu lassen.
Kapitel 12–13. Durch einen Zufall begegnet Marbod, noch bevor er weiß, wer die junge Frau ist, Germaine und verliebt sich in sie. Dass Germaine Alfreds Frau ist, kommt wenig später als Schock, doch nimmt das junge Paar Marbod als Hausfreund auf und pflegt täglichen Umgang mit ihm. Marbod hält die Situation nicht lange aus und gesteht Alfred, dass er Germaine liebt. Alfred weiht den Freund daraufhin in das Geheimnis seiner Geschwisterehe ein, und es erweist sich, dass Germaine Marbods Gefühle erwidert.
Der kleine Sascha hatte sich bei seinem an Tuberkulose verstorbenen leiblichen Vater angesteckt und erkrankt nun selbst. Gerda bringt ihn nach Heidelberg zu einer medizinischen Koryphäe. Mietze, die sich mit ihrer Freundin Jettchen zufällig ebenfalls in Heidelberg aufhält und Gerda beobachtet, berichtet Alfred davon. Auch findet sich in der Hinterlassenschaft des inzwischen ausgeschiedenen Dieners Fritz der ergreifende Brief des kleinen Sascha. Alfred würde am liebsten sofort zu dem geliebten Kind aufbrechen, doch glaubt er weiterhin, dass Gerda ihn nicht mehr will.
Kapitel 14–15. Vier Wochen nach ihrer standesamtlichen Trauung werden Alfred und Germaine geschieden. Sie streuen das Gerücht aus, es habe sich um eine Scheinehe gehandelt, mit der sie bestimmte Erbschaftsauflagen hatten erfüllen müssen. Alfred macht bei Mietze, die ihn wegen der Scheidung zuletzt geschnitten hat, einen Abschiedsbesuch, er will sich nach Pommern zurückziehen.
Saschas Zustand verschlechtert sich, am Weihnachtsfest ist er schwer krankt und hat nur einen einzigen Wunsch: Alfred wiederzusehen. Als Gerda Alfred dies brieflich mitteilt, reist er in den Schwarzwald und versöhnt sich mit der Geliebten. Sascha bettelt den beiden das Versprechen ab, nie wieder zu streiten, und stirbt.
Anderthalb Jahre später sind beide Paare – Germaine und Marbod, Gerda und Alfred – verheiratet. Gerda und Alfred haben einen gemeinsamen Sohn.

## Ausgaben
- Nicht im Geleise. Reissner, Leipzig 1890.